# رودخانه شش‌طراز
رودخانهٔ شش‌طراز یا کال شش‌طراز؛ نام یکی از رودهای حوضه آبریز کویر مرکزی است که در استان خراسان رضوی در محدودهٔ شهرستان‌های کوهسرخ، خلیل‌آباد و بردسکن جریان می‌یابد. از سدهای تاریخی در این رودخانه می‌توان به سد شاهی اشاره کرد که در تاریخ ۲ آبان ۱۳۸۲ با شمارهٔ ثبت ۱۰۴۵۸ به‌عنوان یکی از آثار ملی ایران به ثبت رسیده است. دیگر سد آن سد سید حسن مدرس است.

## مسیر و مشخصات
سرشاخه‌های رود شش‌طراز در دامنهٔ جنوبی کوه‌های سنگ سفید و کرگز در شمال‌شرقی شهرستان کوهسرخ شکل می‌گیرند و در جهت جنوب‌غربی جریان می‌یابند. پس از به هم پیوستن این سرشاخه‌ها در محدودهٔ روستای کوشه، رود اصلی در دره‌ای در جهت شمال‌غربی و سپس جنوب‌غربی جریان می‌یابد و در مسیر خود، از مکی، ریوش، طرق و کریز می‌گذرد. در مسیر رود پیش از رسیدن به دشت، سد تاریخی شاهی بنا شده است.
پس از ورود به دشت، رود در جهت جنوبی امتداد می‌یابد و از ایرج‌آباد و کندر می‌گذرد. تا روستای کاهه، شاخه‌های دیگری از شرق به آن می‌پیوندند. بین روستاهای کاهه و مهدی‌آباد در دره‌ای جریان می‌یابد که سد سید حسن مدرس در همین محدوده روی آن احداث شده است. در محدودهٔ روستای مهدی‌آباد دوباره وارد دشت می‌شود و در نهایت پس از پیوستن به کال شور تربت حیدریه، به کویر نمک بردسکن فرو می‌ریزد.
طول رود شش‌طراز حدود ۷۸ کیلومتر و مساحت حوضه آبریز آن حدود ۲۵۵۰ کیلومتر مربع است.